# Robert Helenius
Robert Helenius (ur. 2 stycznia 1984 w Sztokholmie) – fiński bokser wagi ciężkiej, były mistrz Europy federacji EBU.

## Kariera amatorska
Robert Helenius stoczył 144 amatorskie pojedynki, z których 105 wygrał, 38 przegrał i 1 zremisował. Był trzykrotnym mistrzem Finlandii w wadze superciężkiej (2003-2005). Największym jego sukcesem było zdobycie w 2006 roku w Płowdiwie wicemistrzostwa Europy w kategorii superciężkiej.

## Kariera zawodowa
Po mistrzostwach Europy wyjechał do Niemiec, gdzie walczył w tamtejszej Bundeslidze. Nie zdołał się zakwalifikować na igrzyska olimpijskie w Pekinie, zakończył więc amatorską karierę i podpisał profesjonalny kontrakt z grupą promotorską Wilfrieda Sauerlanda. Jako zawodowiec zadebiutował 17 maja 2008 w Bayreuth, gdy w pierwszej rundzie pokonał Niemca Gene Pukalla przez techniczny nokaut.
7 listopada 2009 stoczył przeciwko Tarasowi Bidence swój dziesiąty zawodowy pojedynek. Walka została przerwana przez lekarza między trzecią a czwartą rundą z powodu rozcięcia nad okiem Ukraińca.
30 stycznia 2010 Helenius pokonał byłego mistrza świata federacji WBO Lamona Brewstera przez techniczny nokaut w ósmej rundzie.
21 sierpnia 2010, wygrywając w szóstej rundzie przez techniczny nokaut z Francuzem Gregorym Tonym, zdobył w Erfurcie mistrzostwo Unii Europejskiej federacji EBU w wadze ciężkiej. 27 listopada 2010 obronił tytuł, zwyciężając przez techniczny nokaut w drugiej rundzie ze Szwedem Atillą Levinem. Ponadto zdobył interkontynentalne mistrzostwo WBO.
2 kwietnia 2011 pokonał w dziewiątej rundzie przez nokaut Samuela Petera, broniąc interkontynentalny pas WBO oraz zdobywając wakujący tytuł mistrza interkontynentalnego WBA.
27 sierpnia 2011 pokonał przez techniczny nokaut, w dziewiątej rundzie, byłego mistrza WBO Siarhieja Lachowicza.
3 grudnia 2011 pokonał po kontrowersyjnym werdykcie Derecka Chisorę, stawką pojedynku był wakujący pas EBU w wadze ciężkiej. W połowie stycznia 2012 zrezygnował z tytułu i poddał się operacji kontuzjowanego barku, co wyłączyło go z treningów do połowy roku.
23 marca 2013 w Magdeburgu pokonał jednogłośnie na punkty Anglika Michaela Sprotta.
21 marca 2015 w Tallinnie pokonał przez techniczny nokaut w pierwszej rundzie Węgra Andrása Csomora (11-4-1, 9 KO) w sześciorundowym pojedynku
2 kwietnia 2016 roku w Helsinkach przegrał swój pierwszy pojedynek w karierze, ulegając przed czasem w szóstej rundzie byłemu pretendentowi do tytułu mistrza świata Johannowi Duhaupasowi (33-3, 21 KO).
28 października 2017 roku zmierzył się w Cardiff w walce o pas WBC Silver wagi ciężkiej z Dillianem Whyte’em (21-1, 16 KO). Przegrał ten pojedynek jednogłośnie na punkty (109-119, 109-119, 110-118).
7 marca 2020 roku w Barclays Centre w Nowym Jorku nieoczekiwanie pokonał przez TKO w 4. rundzie faworyzowanego Adama Kownackiego (20-1, 15 KO).
10 października 2021 w rewanżu Helenius ponownie pokonał Adama Kownackiego.

## Statystyki
| Nr | Wynik   | Rekord | Przeciwnik            | Rozstrzygnięcie | Runda, czas  | Data                 | Miejsce                                               | Uwagi      |
| -- | ------- | ------ | --------------------- | --------------- | ------------ | -------------------- | ----------------------------------------------------- | ---------- |
| 37 | Porażka | 32-5   | Anthony Joshua        | KO              | 7 (12), 1:27 | 12 sierpnia 2023     | O2 Arena, Londyn                                      | Main Event |
| 36 | Wygrana | 32-4   | Mika Mielonen         | TKO             | 3 (12) 1:51  | 5 sierpnia 2023      | Olavinlinna, Savonlinna                               | Main Event |
| 35 | Porażka | 31-4   | Deontay Wilder        | KO              | 1 (12)       | 15 października 2022 | Barclays Center, Nowy Jork, Stany Zjednoczone         |            |
| 34 | Wygrana | 31-3   | Adam Kownacki         | TKO             | 6 (12) 2:38  | 9 października 2021  | T-Mobile Arena, Las Vegas, Stany Zjednoczone          |            |
| 33 | Wygrana | 30–3   | Adam Kownacki         | TKO             | 4 (12), 1:08 | 7 marca 2020         | Barclays Center, Nowy Jork, Stany Zjednoczone         |            |
| 32 | Wygrana | 29–3   | Mateus Roberto Osorio | TKO             | 2 (8), 2:02  | 30 listopada 2019    | Vaba Lava, Narwa, Estonia                             |            |
| 31 | Porażka | 28–3   | Gerald Washington     | KO              | 8 (10), 2:32 | 13 lipca 2019        | Minneapolis Armory, Minneapolis, Stany Zjednoczone    |            |
| 30 | Wygrana | 28–2   | Erkan Teper           | KO              | 8 (12), 3:00 | 29 października 2018 | Ritter-Sport-Stadion, Waldenbuch, Niemcy              |            |
| 29 | Wygrana | 27–2   | Juryj Bychaucou       | UD              | 6            | 11 sierpnia 2018     | Olavinlinna, Savonlinna, Finlandia                    |            |
| 28 | Wygrana | 26–2   | Juryj Bychauceu       | SD              | 8            | 17 marca 2018        | Rakvere Spordikeskus, Rakvere, Estonia                |            |
| 27 | Porażka | 25–2   | Dillian Whyte         | UD              | 12           | 28 października 2017 | Principality Stadium, Cardiff, Walia, Wielka Brytania |            |
| 26 | Wygrana | 25–1   | Jewgienij Orłow       | RTD             | 6 (10), 3:00 | 17 czerwca 2017      | Kalev, Tallinn, Estonia                               |            |
| 25 | Wygrana | 24–1   | Gonzalo Basile        | TKO             | 1 (12), 0:48 | 17 grudnia 2016      | Hartwall Arena, Helsinki, Finlandia                   |            |
| 24 | Wygrana | 23–1   | Konstantin Airich     | KO              | 1 (8), 0:49  | 10 września 2016     | Baltichallen, Maarianhamina, Finlandia                |            |
| 23 | Porażka | 22–1   | Johann Duhaupas       | KO              | 6 (12), 3:08 | 2 kwietnia 2016      | Hartwall Arena, Helsinki, Finlandia                   |            |
| 22 | Wygrana | 22–0   | Franz Rill            | UD              | 12           | 19 grudnia 2015      | Hartwall Arena, Helsinki, Finlandia                   |            |
| 21 | Wygrana | 21–0   | Beka Lobjanidze       | KO              | 3 (8), 0:47  | 13 czerwca 2015      | Vaasa Arena, Vaasa, Finlandia                         |            |
| 20 | Wygrana | 20–0   | András Csomor         | TKO             | 1 (6), 1:02  | 21 marca 2015        | Tondiraba Ice Hall, Tallinn, Estonia                  |            |
| 19 | Wygrana | 19–0   | Michael Sprott        | UD              | 10           | 23 marca 2013        | GETEC Arena, Magdeburg, Niemcy                        |            |
| 18 | Wygrana | 18–0   | Sherman Williams      | UD              | 10           | 10 listopada 2012    | Ice Hall, Helsinki, Finlandia                         |            |
| 17 | Wygrana | 17–0   | Dereck Chisora        | SD              | 12           | 3 grudnia 2011       | Hartwall Arena, Helsinki, Finlandia                   |            |
| 16 | Wygrana | 16–0   | Siarhiej Lachowicz    | TKO             | 9 (12), 0:19 | 27 sierpnia 2011     | Messehalle, Erfurt, Niemcy                            |            |
| 15 | Wygrana | 15–0   | Samuel Peter          | KO              | 9 (12), 1:50 | 2 kwietnia 2011      | Gerry Weber Stadion, Halle, Niemcy                    |            |
| 14 | Wygrana | 14–0   | Attila Levin          | TKO             | 2 (12), 1:20 | 27 listopada 2010    | Hartwall Arena, Helsinki, Finlandia                   |            |
| 13 | Wygrana | 13–0   | Gregory Tony          | TKO             | 6 (12), 0:39 | 21 sierpnia 2010     | Messehalle, Erfurt, Niemcy                            |            |
| 12 | Wygrana | 12–0   | Gbenga Oloukun        | UD              | 8            | 26 marca 2010        | Töölön Kisahalli, Helsinki, Finlandia                 |            |
| 11 | Wygrana | 11–0   | Lamon Brewster        | TKO             | 8 (10), 2:31 | 30 stycznia 2010     | Jahnsportforum, Neubrandenburg, Niemcy                |            |
| 10 | Wygrana | 10–0   | Taras Bidenko         | RTD             | 3 (8), 3:00  | 7 listopada 2009     | Arena Nürnberger Versicherung, Norymberga, Niemcy     |            |
| 9  | Wygrana | 9–0    | Serdar Uysal          | KO              | 6 (8), 2:37  | 29 sierpnia 2009     | Gerry Weber Stadion, Halle, Niemcy                    |            |
| 8  | Wygrana | 8–0    | Scott Gammer          | KO              | 6 (8), 1:52  | 30 maja 2009         | Hartwall Arena, Helsinki, Finlandia                   |            |
| 7  | Wygrana | 7–0    | Özcan Çetinkaya       | TKO             | 2 (8), 1:36  | 9 maja 2009          | JAKO Arena, Bamberg, Niemcy                           |            |
| 6  | Wygrana | 6–0    | Enrico Garmendia      | TKO             | 1 (6), 2:13  | 28 lutego 2009       | Jahnsportforum, Neubrandenburg, Niemcy                |            |
| 5  | Wygrana | 5–0    | Remigijus Ziausys     | UD              | 6            | 28 listopada 2008    | Hartwall Arena, Helsinki, Finlandia                   |            |
| 4  | Wygrana | 4–0    | Nikola Vujasinovic    | UD              | 4            | 8 listopada 2008     | JAKO Arena, Bamberg, Niemcy                           |            |
| 3  | Wygrana | 3–0    | Engin Solmaz          | UD              | 4            | 5 września 2008      | Nöjesfabriken, Karlstad, Szwecja                      |            |
| 2  | Wygrana | 2–0    | David Vicena          | UD              | 4            | 7 czerwca 2008       | Mellringehallen, Örebro, Szwecja                      |            |
| 1  | Wygrana | 1–0    | Gene Pukall           | TKO             | 1 (4), 2:41  | 17 maja 2008         | Oberfrankenhalle, Bayreuth, Niemcy                    |            |